# Rudge

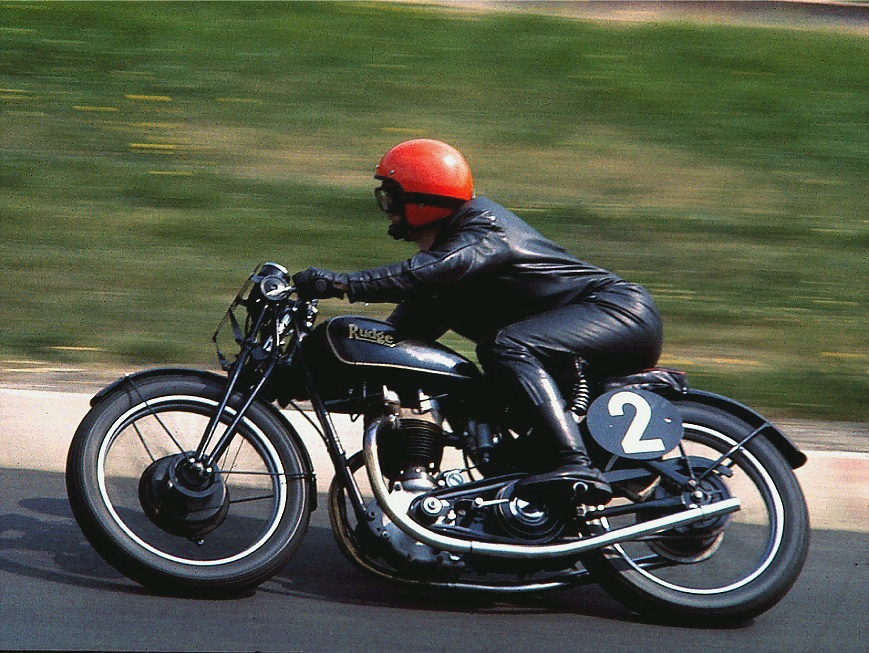
500er Rudge, Baujahr 1938

Rudge bzw. Rudge-Whitworth war eine englische Marke für Fahrräder, Motorräder- und Automobile.

## Geschichte

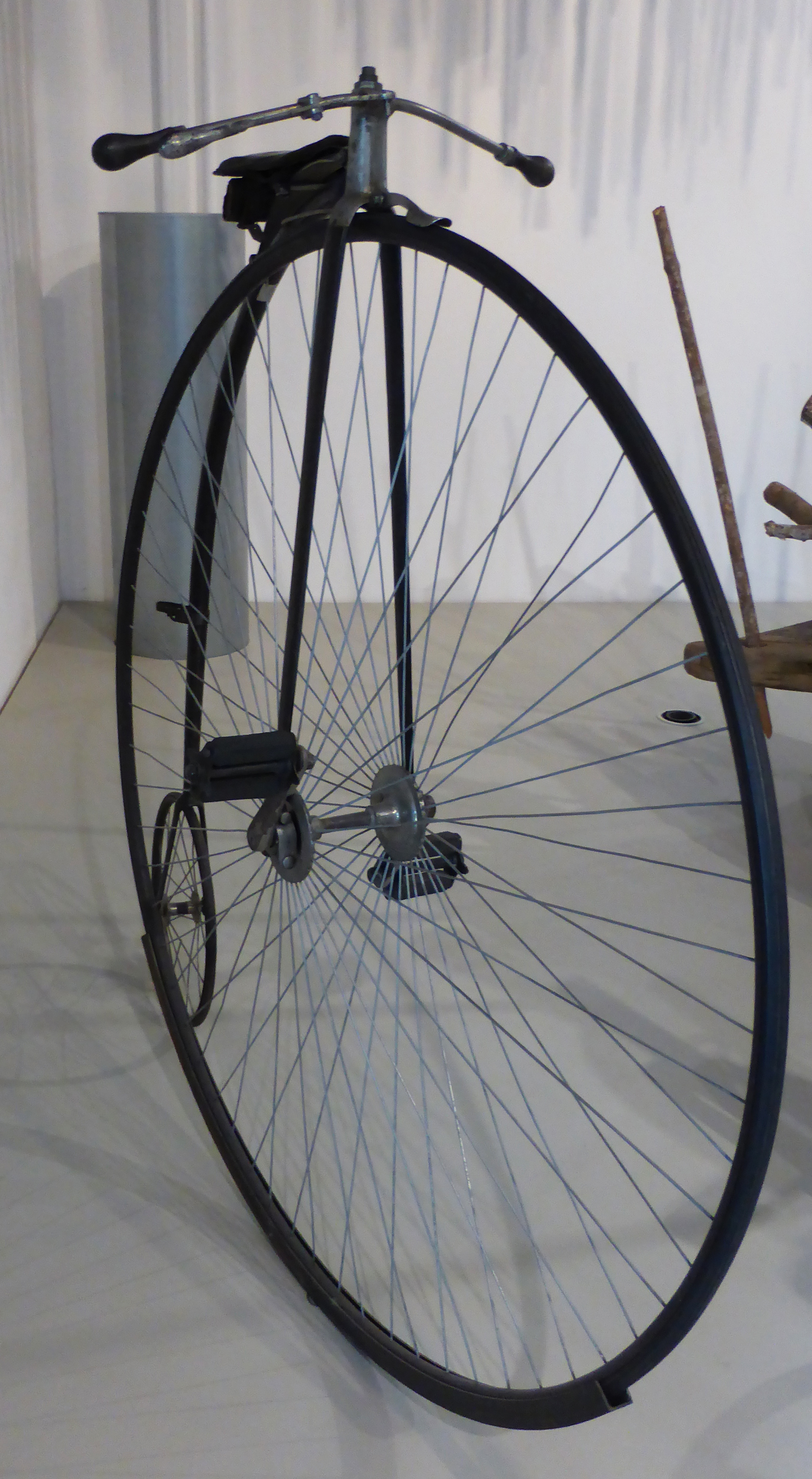
Hochrad (Rudge Cycle Co. Ltd.), Coventry, Baujahr 1877.

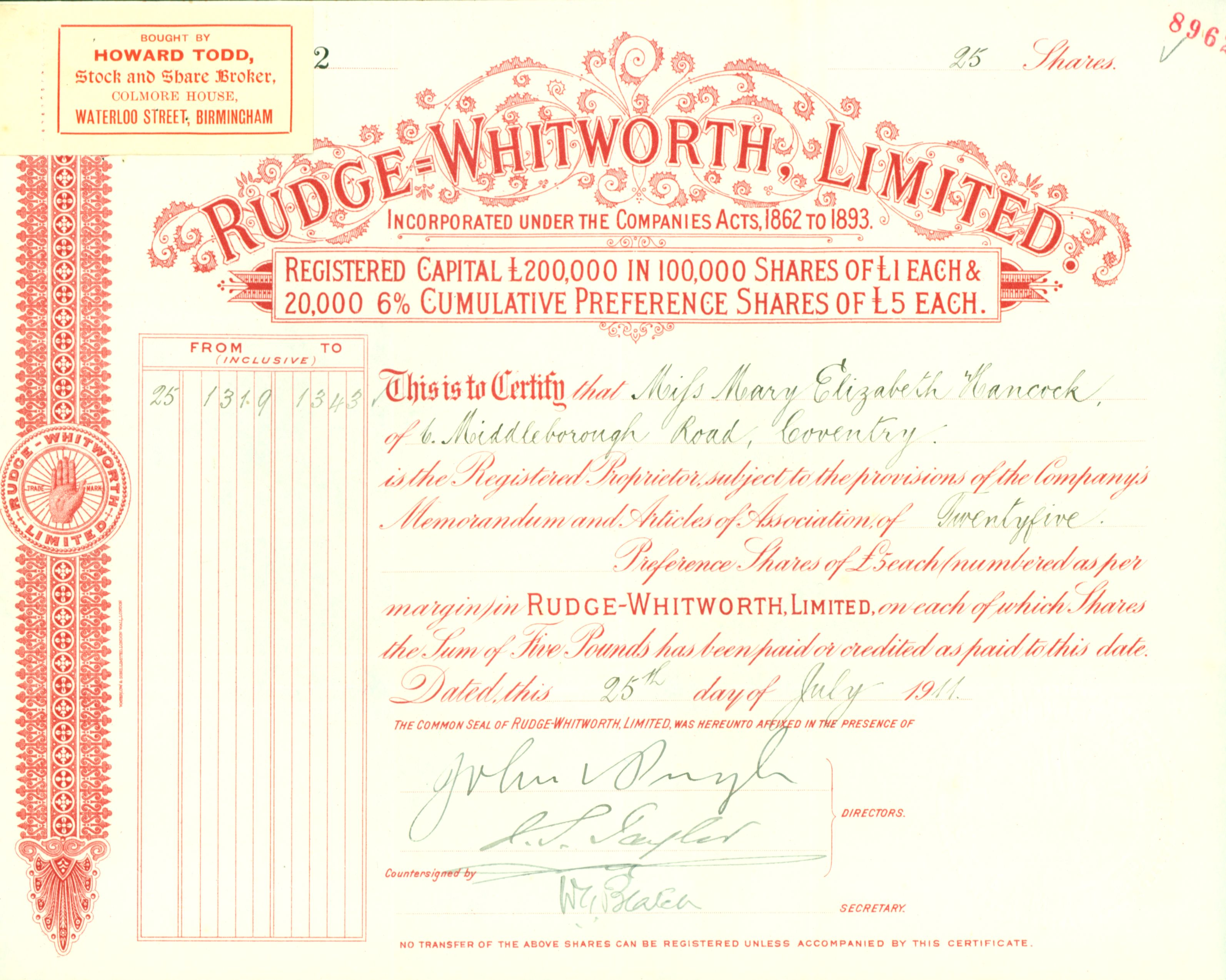
Vorzugsaktie der Rudge-Withworth Ltd vom 25. Juli 1911

Daniel Rudge war Ingenieur. Ab etwa 1868 stellte er zusammen mit Walter Phillips und George Price in Wolverhampton Fahrräder her. Tangent and Coventry Tricycle Co produzierte ab 1878 ebenfalls Fahrräder in Coventry. 1880 übernahm George Woodcock das erste Unternehmen, legte es mit dem zweiten zusammen und nannte das neue Unternehmen D. Rudge and Co. 1887 wurde Rudge Cycle Co die Nachfolgegesellschaft.
Davon unabhängig wurde 1891 Whitworth Cycle Co in Birmingham gegründet.
1894 fusionierten diese beiden Unternehmen zu Rudge-Whitworth. Der Sitz war in Coventry. Die Produktion von Fahrrädern und Drahtspeichenräder wurde fortgesetzt. Bereits 1907 entwickelte Rudge ein solches Rad mit Zentralverschluss. Speichenräder mit Rudge-Verschluss wurden bis in die 1960er Jahre von vielen, vor allem britischen Sportwagenherstellern verwendet. Bis in die 1930er-Jahre wurden auch Fahrzeugreifen hergestellt. 1910 wurde das erste Rudge-Motorrad mit einem Einzylindermotor mit IOE-Ventilsteuerung und 499 cm³ Hubraum konstruiert. Das erste käufliche Serienmodell erschien 1911 auf dem Markt. Ein Multi Gear genanntes, variables Getriebe das mit sich ausdehnenden Riemenscheiben funktionierte, folgte bald darauf.
Nach 1961 verliert sich die Spur des Unternehmens.

### Cyclecar
Zwischen 1912 und 1913 wurde außerdem unter dem Markenname Rudge ein niedriger zweisitziger Cyclecar mit einem luftgekühlten Einzylindermotor und 750 cm³ Hubraum produziert. Der Kleinwagen erhielt ebenfalls das Multi-Gear-Getriebe, die Kraftübertragung erfolgte mittels Treibriemen auf die Hinterachse. Der Wagen wurde weniger als ein Jahr lang gebaut.

### Blütezeit und Niedergang

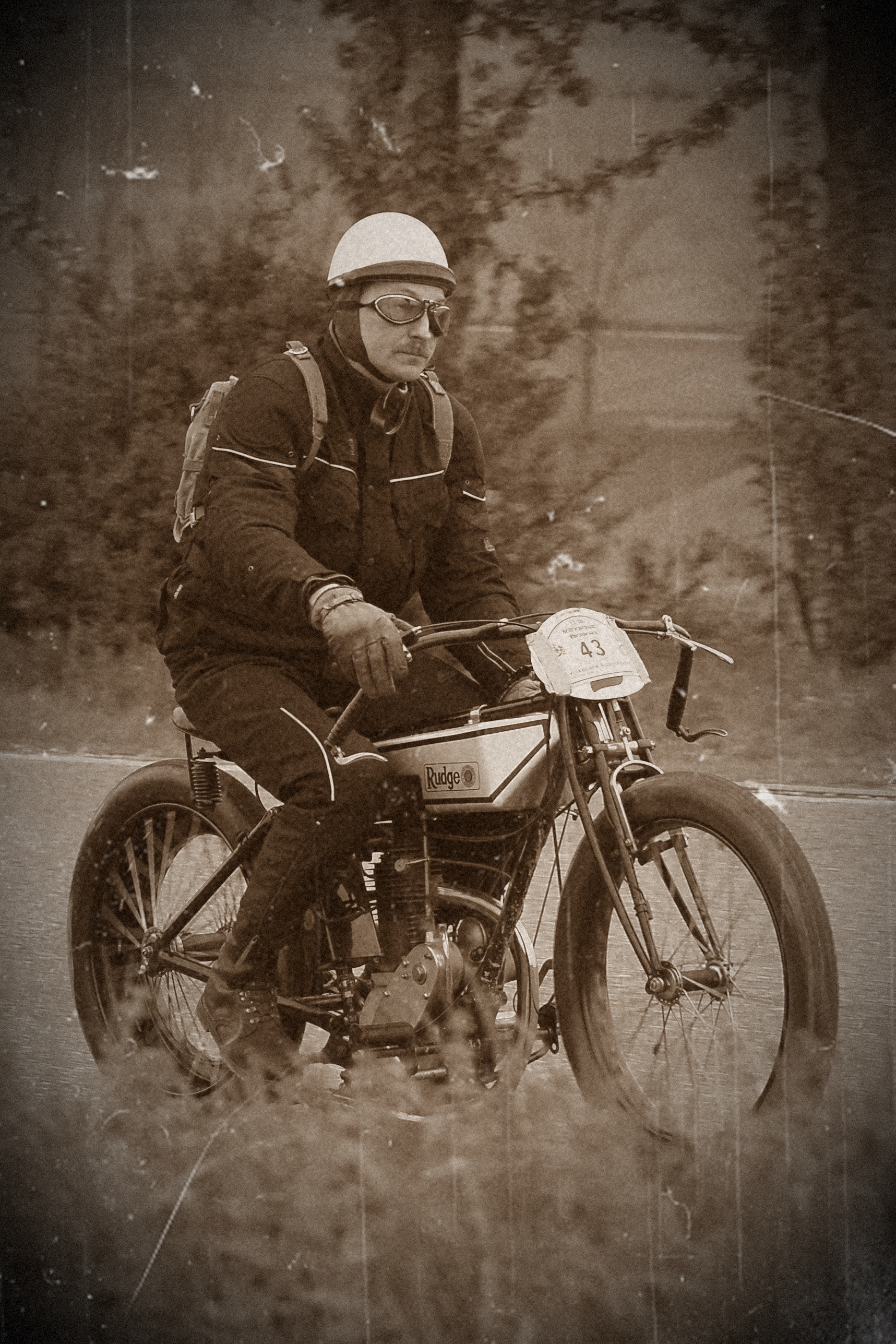
Rudge Multi von 1914

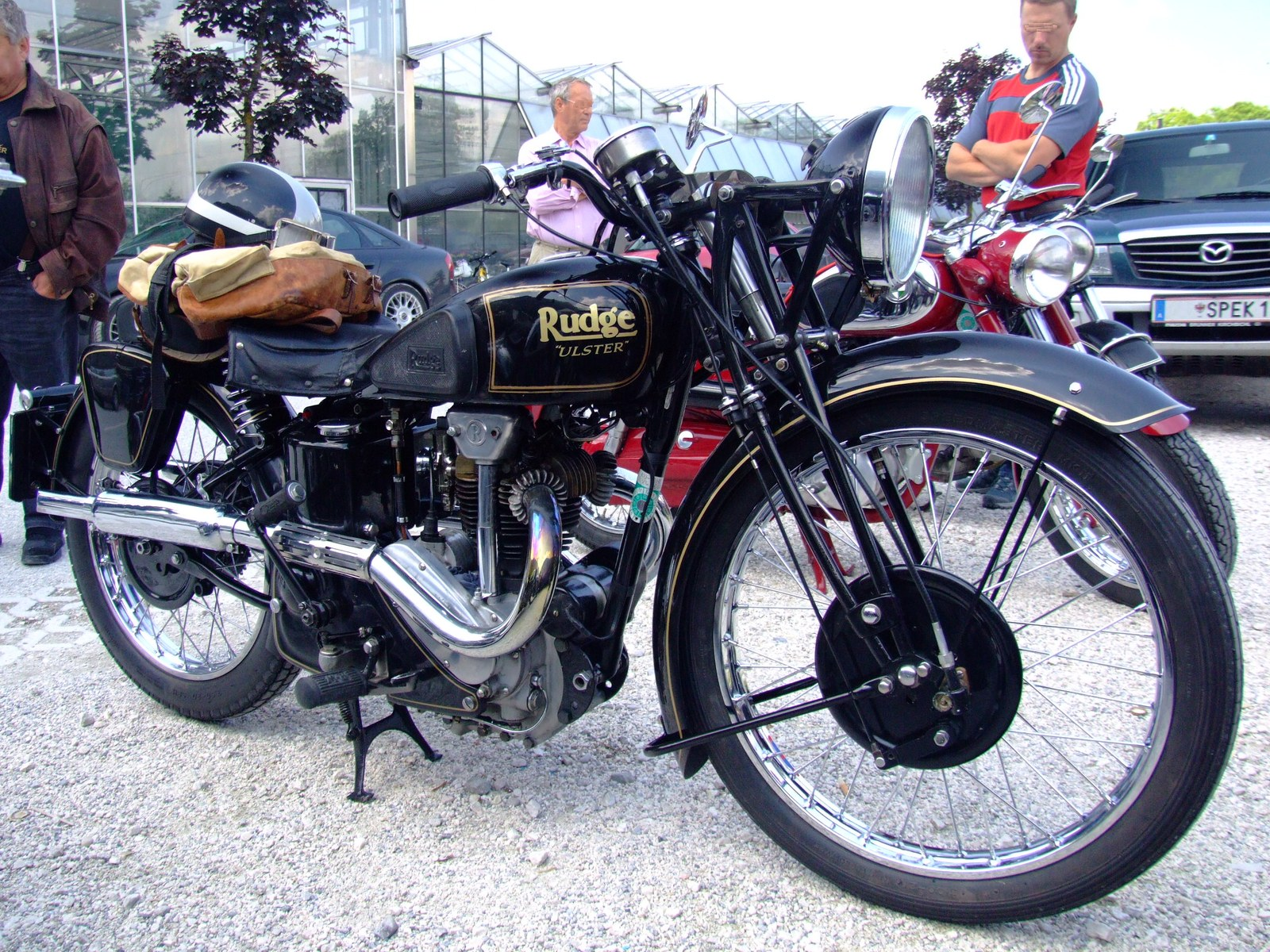
Rudge Ulster

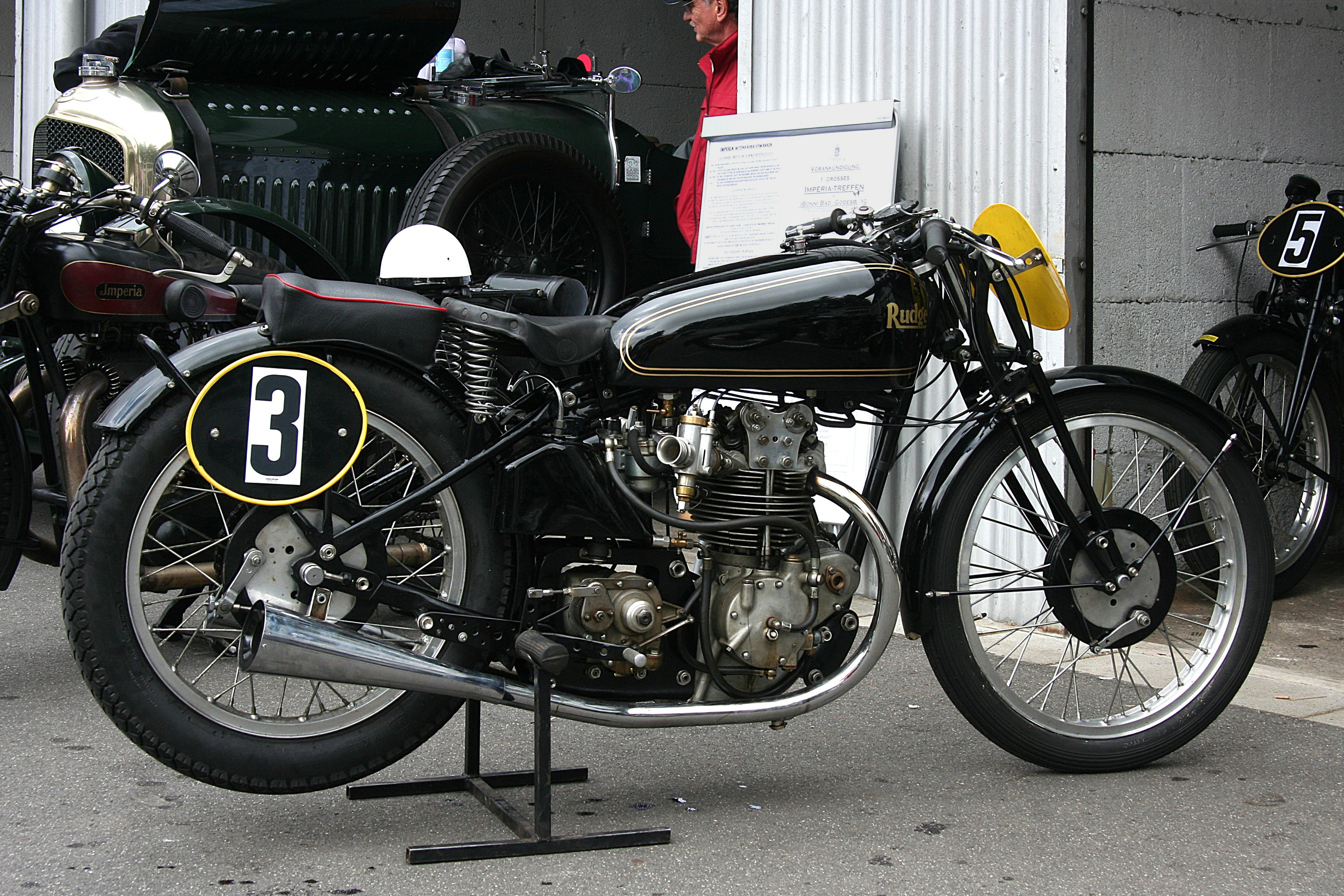
Brumm-Rudge beim Oldtimer Festival des DAMC, allerdings nicht originalgetreu restauriert

Nach dem Ersten Weltkrieg kamen weitere Motorräder sowohl für den Straßenverkehr als auch als Rennmaschinen auf den Markt. Zeitweise beherrschte Rudge die Rennsaison, und die robusten und leistungsstarken Motoren behielten auch noch nach dem Zweiten Weltkrieg für kurze Zeit eine Vormachtstellung im Rennsport, bis die Neuentwicklungen sie schließlich überholt hatten.
1933 drohte der Konkurs. Das unausweichliche Ende kam 1936, als John Vernon Pugh, der Sohn des Gründers der Firma Whitworth und letzter Überlebender der Firmengründung, verstarb. 1940 wurde das Werk ausgebombt, woraufhin die Motorradproduktion endete. Die Marke feierte mit ihren sportlichen Erfolgen auf der Isle of Man in den Jahren 1928 bis 1934 mit den Senior-TT-, den Junior-TT-Siegen 1930 und den Lightweight-TT-Siegen 1931 und 1934 ihre Höhepunkte. Rudge war auch Motorenlieferant für andere Motorradmarken wie z. B. Miller Balsamo, kurzfristig (1930 und 1931) auch für die Zündapp SS 500.

## Rennsporterfolge
1914 gewann Rudge mit dem Fahrer Cyril Pullin das Senior-Rennen bei der Tourist Trophy auf der Isle of Man mit einem Schnitt von 79,18 km/h.
Nach dem Ersten Weltkrieg gab es einige Rekordfahrten, bevor Rudge 1926 sich wieder am Rennsport beteiligte. 1927 fielen alle drei gestarteten Rudges bei der TT aus. Aber 1928 war dann das große Rudge-Jahr: Graham Walker führte mit mehr als drei Minuten Vorsprung in der Senior TT, als das Pleuellager sieben Kilometer vor dem Ziel schadhaft wurde. Doch dann folgte der Sieg bei der Dutch TT in Assen, ein zweiter Platz im Großen Preis von Deutschland und schließlich nach einem rundenlangen Rad-an-Rad-Kampf der Sieg gegen Charlie Dodson (Sunbeam) beim Ulster Grand Prix. Damit war auch das „Ulster“-Modell geboren, das es ab 1929 als Replika der Rennmaschine zu kaufen gab.
1929 gewann Rudge wieder die TT und mit den Fahrern Graham Walker, Ernie Nott und Henry Tyrell-Smith noch viele weitere Rennen. Mit einer 500-cm³-Rudge fuhr Nott 1930 auf der Brooklandsbahn in England den Stundenrekord von 170,38 km/h. Ein Dreifachsieg bei der Junior TT folgte, und eine Woche später gewann Wal Handley die Senior TT in neuer Rekordzeit mit einem Schnitt von 119,47 km/h vor Graham Walker.
In den 1930er Jahren importierte der Berliner Motoren-Tuner Friedrich Brumm vierventilige Rudge-Rennmotorräder nach Deutschland. Er machte aus ihnen sehr erfolgreiche Rennmaschinen, die u. a. Hans Richnow zu vielen Erfolgen fuhr. Richnow wurde 1933 Deutscher Meister auf einer 350-cm³-Brumm-Rudge, wie diese Rennmotorräder nach Friedrich Brumm benannt wurden.
Es gab auch Rudge-Rennmotorräder, die bei Dirttrack- (später Sandbahnrennen genannt), Sand- und Grasbahnrennen bis nach dem Zweiten Weltkrieg zum Einsatz kamen. Auch Bergrennen wurden mit Rudge-Motorrädern gefahren.
In Österreich fuhr Helmut Krackowizer in den Nachkriegsjahren sehr erfolgreich noch eine zweiventilige 250-cm³-Renn-Rudge.

## Motorrad-Europameisterschaft
Insgesamt konnte Rudge vier Fahrertitel in der Motorrad-Europameisterschaft einfahren.
 Ernie Nott (2)
- Europameister in der 350-cm³-Klasse: 1930, 1931

 Henry Tyrell-Smith (1)
- Europameister in der 500-cm³-Klasse: 1930

 Graham Walker (1)
- Europameister in der 250-cm³-Klasse: 1931